# Обласна лікарня інтенсивного лікування м. Маріуполь
КНП (до 13 серпня 2019 — «КЗОЗ») «Обласна лікарня інтенсивного лікування м. Маріуполь» (до 22 грудня 2016 — КЗ «Маріупольська міська лікарня № 2») — багатопрофільний лікувально-профілактичний заклад у Маріуполі, призначений для надання стаціонарної та амбулаторно-поліклінічної допомоги населенню найбільшого району Маріуполя — Центрального. За винятком тимчасово окупованих територій Маріупольська міська лікарня є найбільшою в Донецькій області за ліжковим фондом та чисельністю робітників.

## Історія
Будівництво вкрай необхідної для міста, що зростало, лікарні велося з ініціативи директора заводу «Азовсталь» Володимира Лепорського силами та за кошти заводу з кінця 1970-х років в районі нових житлових мікрорайонів 16-18 Жовтневого району Жданова. Восьмиповерхова будівля стаціонару введена в експлуатацію 2 січня 1980 року, а урочисто відкрита лише 22 квітня 1980 року. Більше 10 років від відкриття лікарня виконувала функцію не лише обслуговування мешканців району, а й медико-санітарної частини комбінату «Азовсталь». Сучасний проект одноблокової лікарні був розрахований на 600 ліжок, що давало лікарні статус найбільшої в місті.
Першими відділеннями, які вступили в свою діяльність 22 квітня 1980 року почали травматологія, хірургія, ЛОР-відділення та анестезіологічне відділення. У травні з'явилося кардіологічне відділення 30 липня 1980 року було відкрито офтальмологічне відділення (зараз — відділення мікрохірургії ока), 10 серпня — неврологічне. З 1991 року функціонує реанімаційне відділення (відділення інтенсивної терапії), з 31 грудня 1999 — геріатричне, а з 1 листопада 2001 — госпітальне. З 1 червня 2012 року з Маріупольської ЛШМД переведено урологічне відділення на 45 ліжок. Улітку 2015 року введені в дію кабінети комп'ютерної томографії та мамографії. Плани з створення багатопрофільної обласної лікарні на базі лікарні існували з початку 2016 року.
22 грудня 2016 року розпорядженням голови Донецької ОДА № 1163 "Про прийняття до спільної власності територіальних громад сіл, селищ, міст, що знаходиться в управлінні обласної ради, цілісного майнового комплексу комунального закладу «Маріупольська міська лікарня № 2» міська лікарня перетворена в обласну зі зміною назви. З 1 січня 2017 року зі складу лікарні виведені геріатричне та госпитально-геріатричне відділення (кожне по 30 ліжок; переведені до лікарні № 9) та переведене з КЗ «Міська лікарня № 5 м. Маріуполь» нейрохірургічне відділення на 60 ліжок, а також до КЗ «Маріупольське територіальне медичне об'єднання „Здоров'я дитини і жінки“» переведена жіноча консультація. 18 січня 2017 року перед робочим колективом лікарні голова Донецької ОДА Жебрівський заявив, що новим головним лікарем лікарні буде Голубченко Ольга Петрівна, яка до того очолювала охорону здоров'я міста.
Станом на середину 2019 року в лікарні тривають роботи з термомодернізації приміщення та проведення необхідного ремонту операційного блоку та відділення екстреної медичної допомоги, а також прибудова приміщення МРТ.
17 грудня 2018 року розпорядженням голови Донецької ОДА № 1503/5-18 «Про реорганізацію закладів охорони здоров'я Донецької області, які знаходяться у спільній власності територіальних громад сіл, селищ, міст, що перебуває в управлінні Донецької обласної ради» обласна лікарня почала процес перетворення на комунальне некомерційне підприємство.

## Структура лікувально-профілактичного закладу
- стаціонарні відділення хірургічного профілю:
  - Хірургічне відділення №1, в т.ч. регіональний центр з лікування гострих шлунково-кишкових кровотеч (50 ліжок)
  - Хірургічне відділення №2 гнійне, в т.ч. центр колопроктології (30 ліжок)
  - Травматологічне відділення, в т.ч. регіональний центр ендопротезування, артроскопії та лікування суглобів (60 ліжок)
  - Нейрохірургічне відділення, в тому числі дитячі ліжка (60 ліжок, в тому числі 5 дитячих)
  - Урологічне відділення, в т.ч. обласний центр малоінвазивної урології та літотрипсії (45 ліжок)
  - Гінекологічне відділення (35 ліжок)
  - Отоларингологічне відділення, в тому числі дитячі ліжка (30 ліжок, в тому числі 5 дитячих)
  - Відділення мікрохірургії ока (40 ліжок)
  - Відділення інтенсивної терапії № 1 («реанімаційне»)
  - Відділення інтенсивної терапії № 2 («нейрореанімаційне»)
  - Відділення анестезіології з палатами інтенсивної терапії
  - Відділення інтенсивної терапії гіпербаричної оксигенації
  - Відділення невідкладної оперативної ендоскопії
- стаціонарні відділення терапевтичного профілю:
  - Гастроентерологічне відділення (40 ліжок)
  - Терапевтичне відділення (60 ліжок)
  - Кардіологічне відділення (60 ліжок)
  - Неврологічне відділення (40 ліжок)
- амбулаторні відділи:
  - Консультативна поліклініка (КП)
- допоміжні відділення:
  - Фізіотерапевтичне відділення
  - Відділення променевої діагностики (в тому числі рентгенвідділення, кабінет маммографії, КТ МРТ)
  - Відділення функціональної діагностики (в тому числі кабінет УЗД)
  - Патологоанатомічне відділення
  - Відділення екстреної медичної допомоги (до 2019 — приймальне)
  - Клініко-діагностична лабораторія
  - Централізоване стерилізаційне відділення
  - Кабінет мікрохвильової резонансної терапії